# Huberia glazioviana
Huberia glazioviana är en tvåhjärtbladig växtart som beskrevs av Célestin Alfred Cogniaux. Huberia glazioviana ingår i släktet Huberia och familjen Melastomataceae. Inga underarter finns listade i Catalogue of Life.